# Bataljon Infanterie van Linie nr. 7
Het Bataljon Infanterie van Linie nr. 7 was een Zuid-Nederlands/Belgisch infanteriebataljon, onder leiding van luitenant-kolonel F.C. van den Sande, dat zich onderscheiden heeft tijdens de Waterlooveldtocht (1815).

## Oprichting
Het 7de Bataljon Infanterie van Linie kwam voort uit het 2e Regiment "Vlaanderen" van het Belgisch Legioen en werd officieel opgericht in de zomer van 1814 te Gent, waar het ook zijn legerplaats had. Veel officieren en manschappen hadden reeds ervaring opgedaan in de Grande Armée van Napoleon Bonaparte. 

## Waterlooveldtocht
Het bataljon speelde een belangrijke rol tijdens de veldslagen bij Quatre-Bras en Waterloo, waar de Franse troepen van keizer Napoleon I definitief werden verslagen door een Geallieerd leger onder leiding van de Hertog van Wellington. Als onderdeel van de Brigade Bijlandt werd ze bij Quatre Bras op 16 juni 1815 ingezet om de opmars van de Franse troepen te stuiten. Twee dagen later, op 18 juni 1815, kreeg de brigade de eerste grote Franse infanterie-aanval te verduren van het Franse I Corps (d'Erlon) in de Slag bij Waterloo. Hoewel de brigade langzaamaan moest terugwijken voor de numeriek veel sterkere vijand, wist het 7de voldoende tijd te winnen om de Britse 8th en 9th Infantry Brigades de gaten in de linie te laten vullen en de geallieerde zware cavalerie kon tegelijkertijd de aanval van d'Erlons Corps afslaan. De rest van de dag zou het bataljon blijvend steun geven op de geallieerde linkerflank.
Hoewel het zware verliezen geleden had, trok het 7de Bataljon Infanterie van Linie na de slag samen met de rest van het Geallieerde leger op naar Parijs. Volgend op de capitulatie van Bonaparte, op 22 juni 1815, zou het Nederlandse leger nog enige tijd als bezettingsmacht in Frankrijk aanwezig zijn.
Na de bezetting keerde het bataljon terug om, samen met 3 Zuid-Nederlandse bataljons Nationale Militie (Nr. 30, 31 en 32), te worden omgevormd tot de 6de Afdeeling Infanterie. 